# Ménage à trois
Ménage à trois er et fransk udtryk som betegner et romantisk eller seksuelt forhold, der involverer tre personer, ofte et gift par og en elsker/inde. Direkte oversat betyder Ménage à trois "En husholdning på tre". Nogle gange bliver det engelske udtryk "threesome" trekant, brugt, hvis der hentydes til tre direkte involveret i et seksuelt forhold.